# Adoración de los Magos (Fra Angelico y Filippo Lippi)
La Adoración de los Magos es un tondo, o pintura circular, de la Adoración de los Reyes Magos que se supone que es la registrada en 1492 en el Palazzo Medici Riccardi en Florencia como por Fra Angelico. Data de mediados del siglo XV y se encuentra en la Galería Nacional de Arte de Washington D. C. En realidad, la Adoración de los Magos parece ser obra de dos artistas; es posible que Fra Angelico sólo comenzara el retablo, ya que la mayor parte de la obra fue realizada por Fra Filippo Lippi, y que algunos años después otros artistas la añadieron, así como incluyendo el trabajo de asistentes en los talleres de ambos maestros originales. Ha sido conocido como Washington Tondo y Cook Tondo en honor a Herbert Cook, y este último nombre en particular continúa utilizándose más de 50 años después de que la pintura abandonara la colección de Cook. 
El tondo está pintado al temple sobre un panel de madera y la superficie pintada tiene un diámetro de 137,3 cm (54 1/16 pulg.). La Galería Nacional de Arte lo fecha en "c. 1440/1460". 
Los historiadores del arte coinciden en que la pintura se produjo durante un período considerable, con cambios significativos en la composición y contribuciones de varias manos. Si bien algunos son críticos con las discordancias que esta historia ha producido,  para John Walker, el segundo director de la Galería Nacional de Arte, el resultado fue entre las pinturas florentinas más grandes del mundo. Es un clímax de belleza, un resumen en sí mismo de toda la evolución de las escuelas de pintura italiana en la primera mitad del siglo XV. Porque se encuentra en una encrucijada del arte. El estilo antiguo, la pintura alegre, colorida, de cuento de hadas de la Edad Media, está terminando en un estallido de esplendor; y el nuevo estilo, científico en la observación, estudioso de la anatomía y la perspectiva, realista en su descripción de la vida, está comenzando su largo desarrollo. 

## Descripción

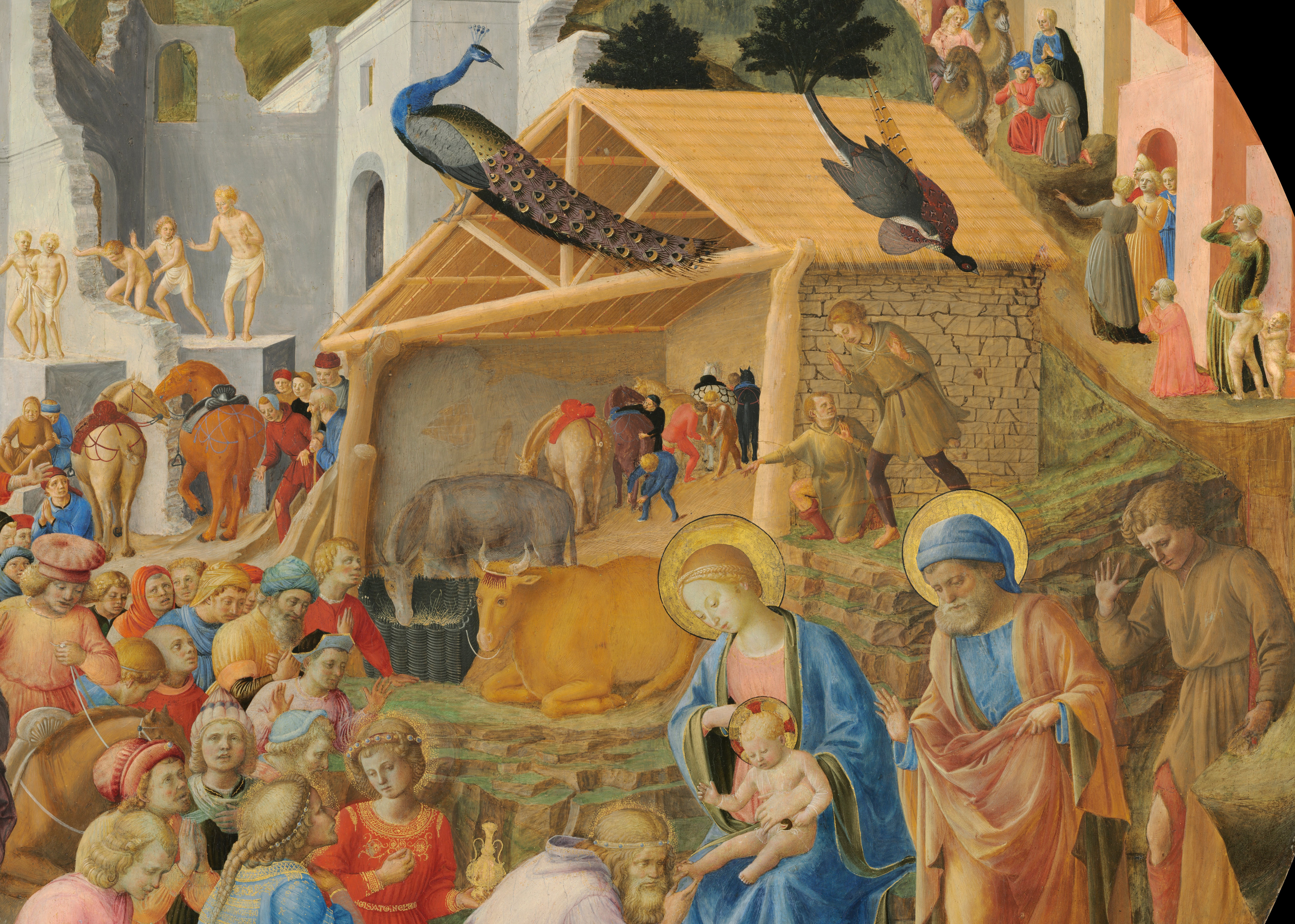
Detalle de la zona central.

La pintura muestra a los tres Reyes Magos o "reyes" presentando sus regalos al niño Jesús, que está sostenido por su madre. A su lado está San José, y detrás de este grupo principal el pesebre, el buey y el asno de la habitual representación de la Natividad. Hasta ahora la composición contiene los componentes inevitables en una disposición muy estándar. 
Como suele ocurrir, el tema se ha combinado con la Adoración de los Pastores,  que están representados por tres figuras con vestidos andrajosos, una detrás de José y dos en el lado derecho del establo detrás. Sólo el primero de ellos mira a Jesús y María, en ángulo oblicuo casi detrás de ellos. De los otros dos, el que está arrodillado señala en dirección al pesebre, muy por detrás de las figuras sagradas. El pesebre está situado fuera del establo, y el buey y el asno también están al aire libre. El interior de la cuadra está ocupado por lo que presumiblemente son los caballos de los Reyes Magos y sus mozos de cuadra, quitándoles los arreos y en un caso revisando una herradura. 
Detrás de los magos de la izquierda continúa llegando una gran procesión de su comitiva, pasando por un arco que forma parte de una gran estructura en ruinas. A la derecha del grupo principal, las murallas de la ciudad de Belén suben por una pendiente pronunciada, con un camino o sendero que pasa frente a las murallas. Por aquí viene otro grupo grande, presumiblemente más miembros del grupo de los Magis, montado en camellos y caballos.  Varios habitantes del pueblo han salido a través de una puerta en las murallas y miran y señalan, en un caso arrodillados en oración, pero todos mirando en una dirección diferente a la ubicación final de las figuras principales.  En la cima de la colina, un grupo grande pero vagamente pintado forma una multitud, tal vez deslizándose por el estrecho sendero.

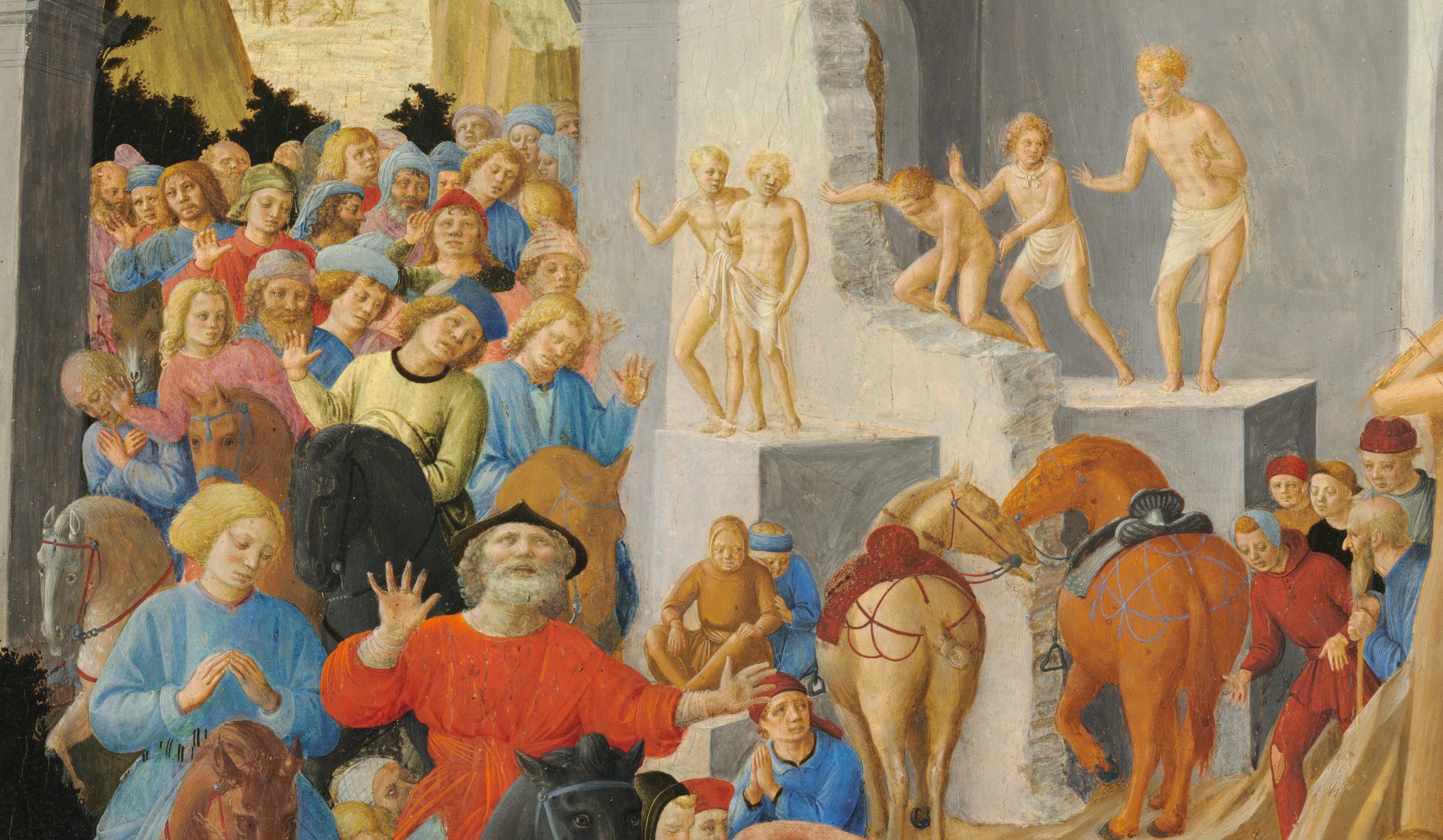
Detalle alrededor del arco.

En lo alto del establo se posa un gran pavo real, mirando por encima del hombro. Hay otras dos aves a su derecha, que han sido identificadas como un azor apresando un faisán.  Aunque parezca que también están en el tejado, hay que imaginarlos volando en el aire delante de él. Esto explica en parte su discrepancia en escala con los dos pastores debajo de ellos, aunque quizás no del todo.
La pintura está marcada por varias de estas discrepancias, hasta un punto que resulta algo sorprendente en una obra de esta fecha, y probablemente se explica en gran medida por la complejidad espacial de la composición y la cantidad de cambios a medida que se desarrolló. Las patas del pavo real se aferran claramente al extremo de una viga del techo del establo, pero el pájaro es demasiado grande en comparación con las figuras y animales que se encuentran debajo de él en el medio.  Otra de las discrepancias de escala más evidentes se da en torno al arco de la izquierda, entre el tamaño de las figuras de la procesión que pasa por el arco, y las de los lugareños y los caballos desmontados a la derecha del arco. A quién se supone que representan los jóvenes casi desnudos que se encuentran sobre las ruinas ha desconcertado a los historiadores del arte,  pero su función compositiva parece ser claramente la de sugerir una escala mayor para el edificio que la que haría la procesión a través del arco. También representan "un indicio temprano de esa preocupación por la anatomía humana, que obsesionaría a los artistas italianos hasta que alcanzó su clímax con Miguel Ángel". 

## Etapas de la pintura

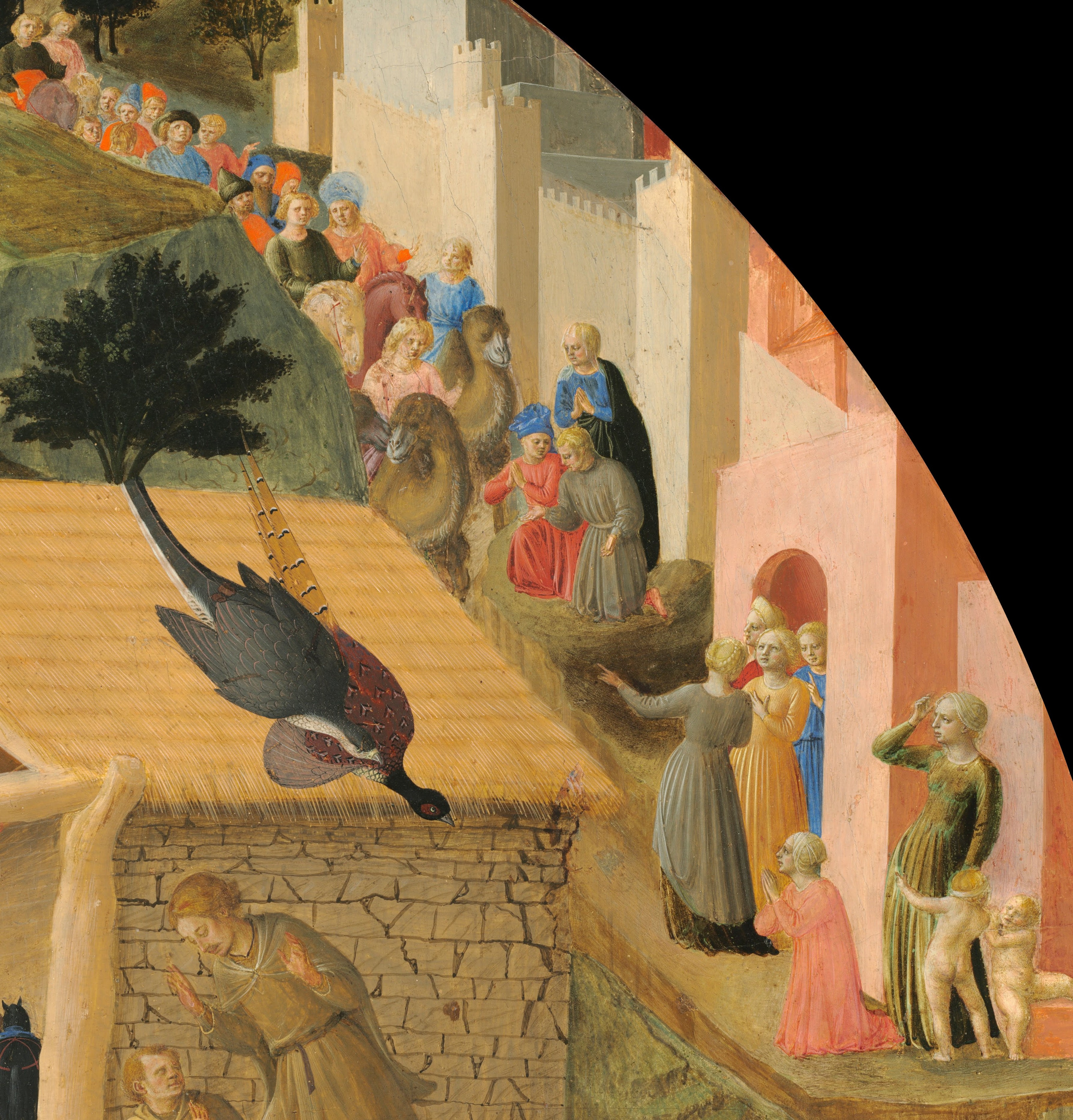
Detalle que probablemente incluya trabajo de tres fases.

Se cree que la pintura, tal como aparece ahora, se desarrolló en varias etapas. En la reconstrucción habitual, propuesta por primera vez por Bernard Berenson,  la pintura fue iniciada por Fra Angelico y su taller, probablemente en la década de 1440. La mano del propio Fra Angelico se detecta en el rostro de la Virgen María, pero otras partes del cuadro parecen ser de asistentes. Las pequeñas figuras en el camino empinado a la derecha del cuadro encajan estilísticamente en su taller, y se ha señalado que la dirección en la que miran, y en qué punto, no se relaciona bien con la composición tal como es hoy. Lo mismo puede decirse de muchas de las figuras más pequeñas del lado izquierdo de la obra. El taller de Angélico estaba muy ocupado y su carrera se vio afectada por una serie de disputas sobre encargos incompletos. Los avances en el tondo parecen haberse estancado. En algún momento, quizás tras la muerte de Angelico en 1455, la obra inacabada parece haber pasado al taller de Filippo Lippi, el otro pintor florentino importante de la época. Tanto Angelico como Lippi trabajaron en otros encargos para la familia Medici, entonces en la cima de su riqueza y poder. 
Todo el establo ha sido descrito como "una adición posterior incómoda", tal vez ocupando un espacio que alguna vez estuvo destinado a las figuras principales,  y el pavo real y otras aves en el techo del establo están pintados sobre áreas terminadas, en lugar de áreas " reservados", como ocurriría si hubieran sido planificados desde el principio. Parecen provenir de una fase de la pintura incluso posterior y se han relacionado con emblemas adoptados por los hijos de Cosimo de Medici, Piero (1416-1469) y Giovanni (1421-1463). El primero utilizó un halcón sosteniendo un anillo, con el lema "SEMPER" ("siempre" o "para siempre" en latín) y el segundo un pavo real con el lema "REGARDE-MOI" ("Mírame" en francés).  Junto con el perro sobre la hierba en la parte inferior de la pintura, tal vez fueron agregados por Benozzo Gozzoli en la época en que trabajaba en el famoso ciclo de frescos de la Capilla de los Magos en el Palacio de los Medici en 1459-1461. Gozzoli era un antiguo miembro del taller de Fra Angelico que para entonces dirigía su propio estudio. Los frescos de la capilla también se centran en elaboradas procesiones de los Reyes Magos e incluyen varios pájaros y plumas, uno de los cuales es un azor y otro un pavo real en una pose muy similar a la del tondo. 

## Historia

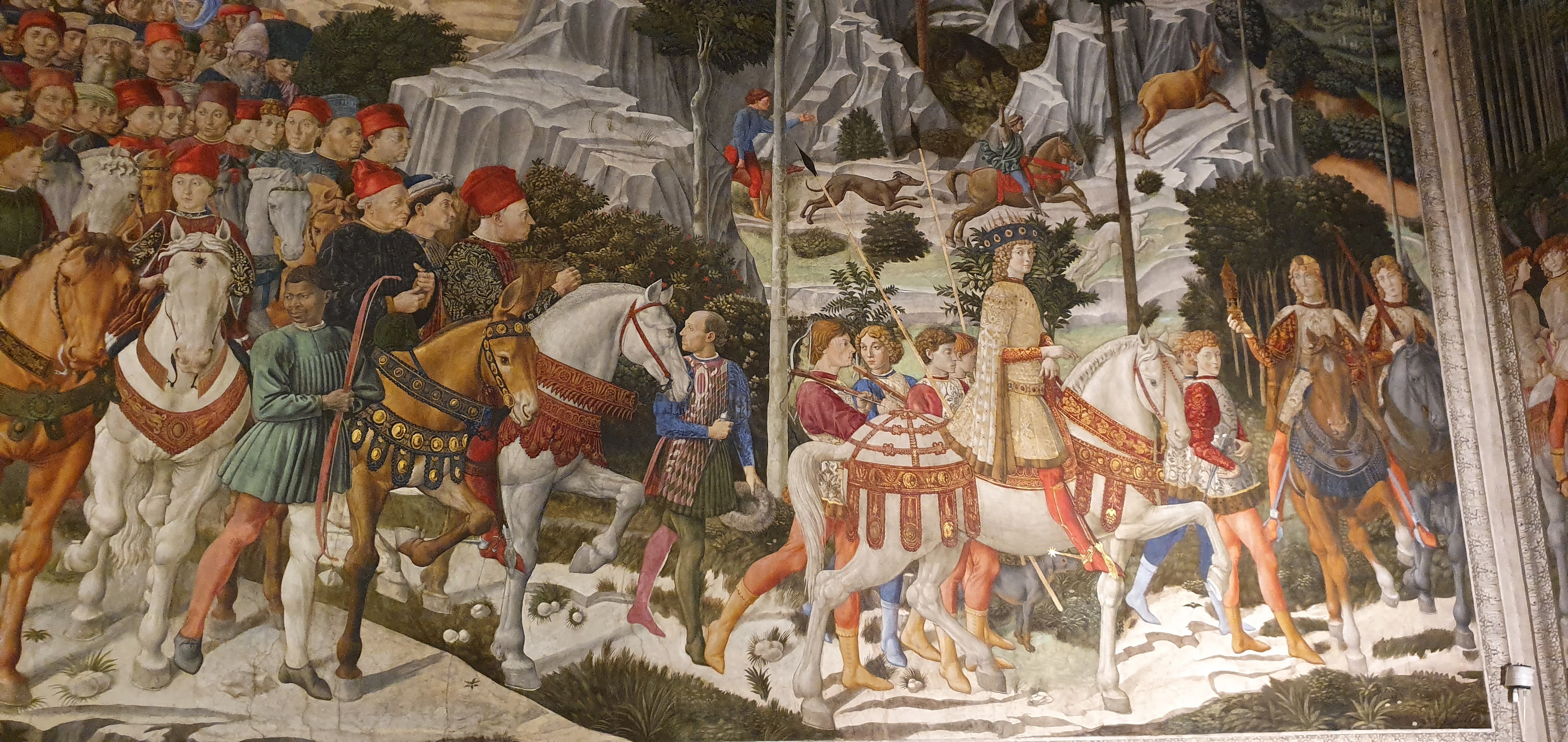
Muro oriental de la capilla de los Medici Magi, La Procesión de los Reyes Magos, 1459-1461, Benozzo Gozzoli.

La pintura se ha identificado generalmente con una registrada en un inventario de los contenidos del Palacio de los Medici realizado en 1492 después de la muerte de Lorenzo el Magnífico, momento en el que la pintura tenía varias décadas. Estaba en una de las "grandes salas" de la planta baja que también contenía las tres grandes pinturas de La Batalla de San Romano, que son las obras más conocidas de Paolo Uccello, y ahora están divididas entre Londres, París y Florencia. Se le dio un valor mayor que estos, o cualquier otra pintura en el palacio: 

Gran tondo con marco dorado que representa a Nuestra Señora y Nuestro Señor y los Reyes Magos que vienen a hacer una ofrenda, de la mano de fra'Giovanni: f. 100.
Stapleford, 71

Al menos desde finales del siglo XVI perteneció a la familia florentina Guicciardini, pero fue vendido en julio de 1810 al caballero François-Honoré Dubois, jefe de policía de Florencia durante la ocupación napoleónica, descrito como por Botticelli. Se vendió nuevamente en Londres en 1826 y luego permaneció en Inglaterra hasta la Segunda Guerra Mundial, pasando por varias colecciones y atribuida a varios artistas: Fra Angelico en 1826, Filippo Lippi en 1849, Filippino Lippi en 1874. Terminó con la importante colección de Sir Francis Cook y los posteriores Cook Baronets en Doughty House, Richmond, Surrey. En 1941 fue uno de los 25 cuadros de la colección de Cook enviados a los Estados Unidos para su custodia durante la guerra. Debía regresar en 1947, pero se vendió justo antes del viaje.  Fue comprada por la Fundación Samuel H. Kress, Nueva York (atribuida a Filippo Lippi), y en 1952 fue donada a la Galería Nacional de Arte. 

## Iconografía y contexto

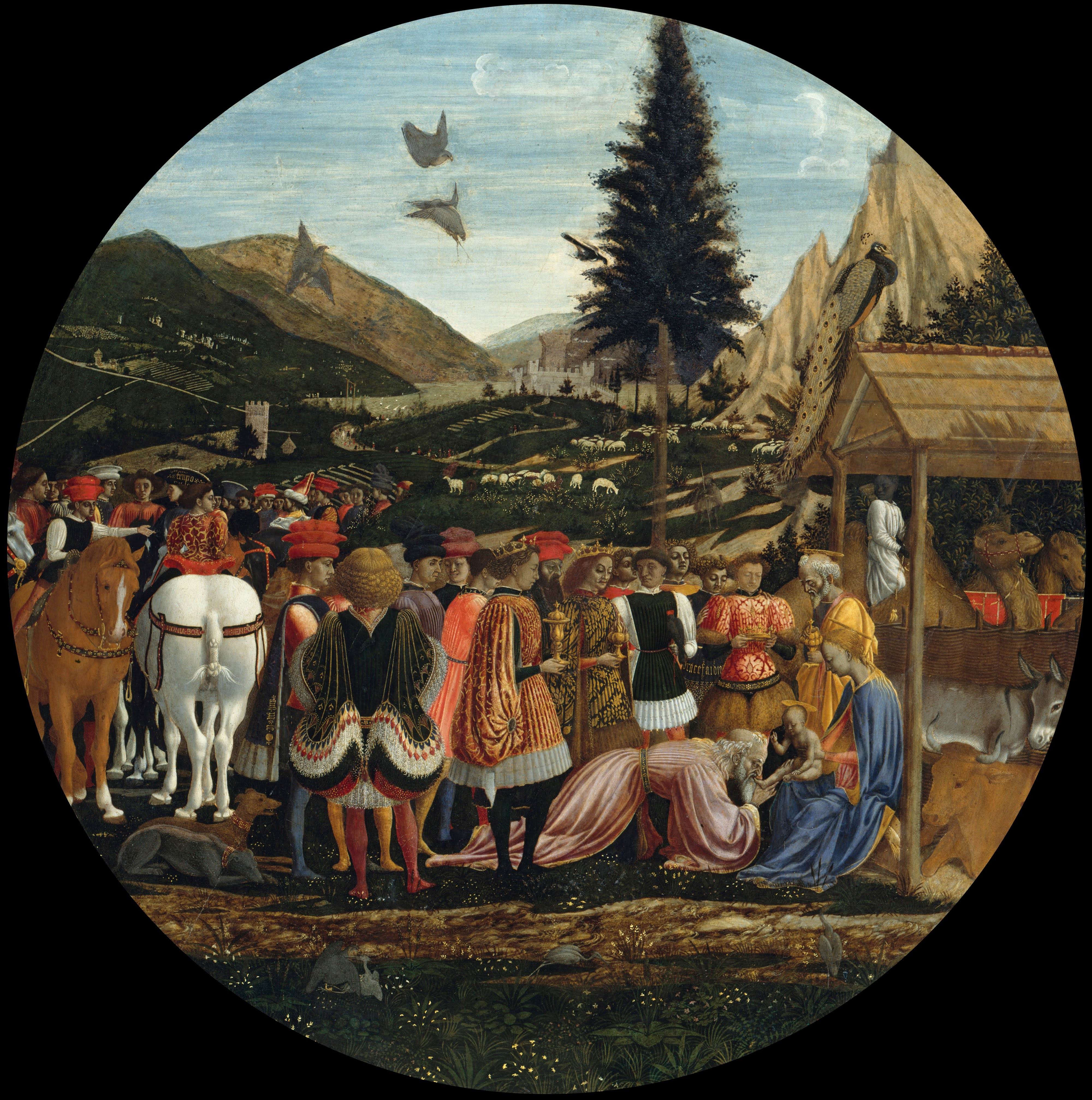
Domenico Veneziano, Adoración de los Magos, Gemäldegalerie, Berlín, probablemente un encargo de los Medici de c. 1439-1442.

Se sospecharía que un tondo florentino de alta calidad en el que aparecen los Magos procede de un encargo de los Medici, incluso sin la evidencia del inventario, ya que la familia tenía un interés muy particular tanto en el tema como en la forma. Los Magos habían sido la devoción clave de los Medici durante décadas, aparentemente comenzando con el papado del antipapa Juan XXIII (1410-1415), cuando se convirtieron en los principales banqueros del papado, o al menos de aquellas partes que Juan controlaba. Los Medici pertenecían a la Compagnia de' Magi, una cofradía florentina con sede en el convento de San Marcos, justo al lado del palacio de los Medici, que Cosme de Medici había reconstruido unos años antes de que se pintara el tondo. La cofradía organizó una procesión anual en la fiesta de la Epifanía el 6 de enero, que pasó frente al Palacio de los Medici. Fue una recreación disfrazada de su llegada al nacimiento, con las partes principales a cargo de los miembros principales, incluidos los Medici y sus asociados.  Los Reyes Magos eran considerados santos, por lo que en el tondo tienen halos de puntos dorados bastante inusuales, a diferencia de los discos de la Sagrada Familia. Su combinación de santidad con la posesión y entrega de artículos de lujo puede haber sido un factor de atracción para los Medici.
La forma de tondo de las pinturas grandes puede haber sido en sí misma una innovación de los Medici, posiblemente representando el anillo de oro con un diamante que la familia utilizó como dispositivo a partir de la década de 1440.  La forma probablemente representa una inflación de la mucho más pequeña desco da parto pintada o "bandeja de parto", una bandeja de madera decorada, redonda o de doce lados, que tradicionalmente era presentada por un marido florentino a su esposa después del parto, y luego utilizada para sirviendo refrigerios a sus visitantes mientras permaneció en estado durante un período de días después. El mismo inventario de 1492 que probablemente registra el tondo muestra que Lorenzo de' Medici conservó el desco da parto presentado en su propio nacimiento en 1449 colgado en la pared de su dormitorio hasta su muerte. Estos desci estaban típicamente decorados con escenas alegóricas o mitológicas, mientras que el tondo grande se usaba principalmente para temas religiosos. Pero la forma no se encontró en pinturas para iglesias y puede haber llevado a una sugerencia deliberada de un encargo para un palacio. 
Aparte del tondo que se está discutiendo, otro con una composición vagamente similar que muestra la Adoración de los Magos, de Domenico Veneziano (ahora Gemäldegalerie, Berlín) es probablemente un encargo de los Medici de c. 1439-1442; también puede ser otra pintura registrada en el inventario de 1492 (aunque ese tondo de los Magos se atribuye a Pesellino). Entre otras similitudes también tiene un pavo real posado en el techo del establo, e imaginería de cetrería, con halcones atacando a las grullas tanto en el aire como en el suelo. La figura en blanco y negro, detrás de los Reyes Magos y sosteniendo un halcón, puede ser un retrato de Piero de' Medici. Además de éstas y las de la capilla del palacio, se hicieron varias otras imágenes importantes de los Magos para los Medici. El inventario de 1492 enumera cuatro pinturas, tres probablemente de la época de Cosme. Más tarde, Botticelli pintaría varios retratos de los Medici en su cuadro de 1475 en los Uffizi, encargado por un colaborador cercano de la familia.  Un tondo de Botticelli Magi en la National Gallery de Londres de alrededor de 1470-1475 tiene una pantalla comparable de edificios antiguos en ruinas detrás de las figuras principales (así como un pavo real). La celda personal de Cosimo en San Marco tiene una escena de los Reyes Magos al fresco de Fra Angelico. 

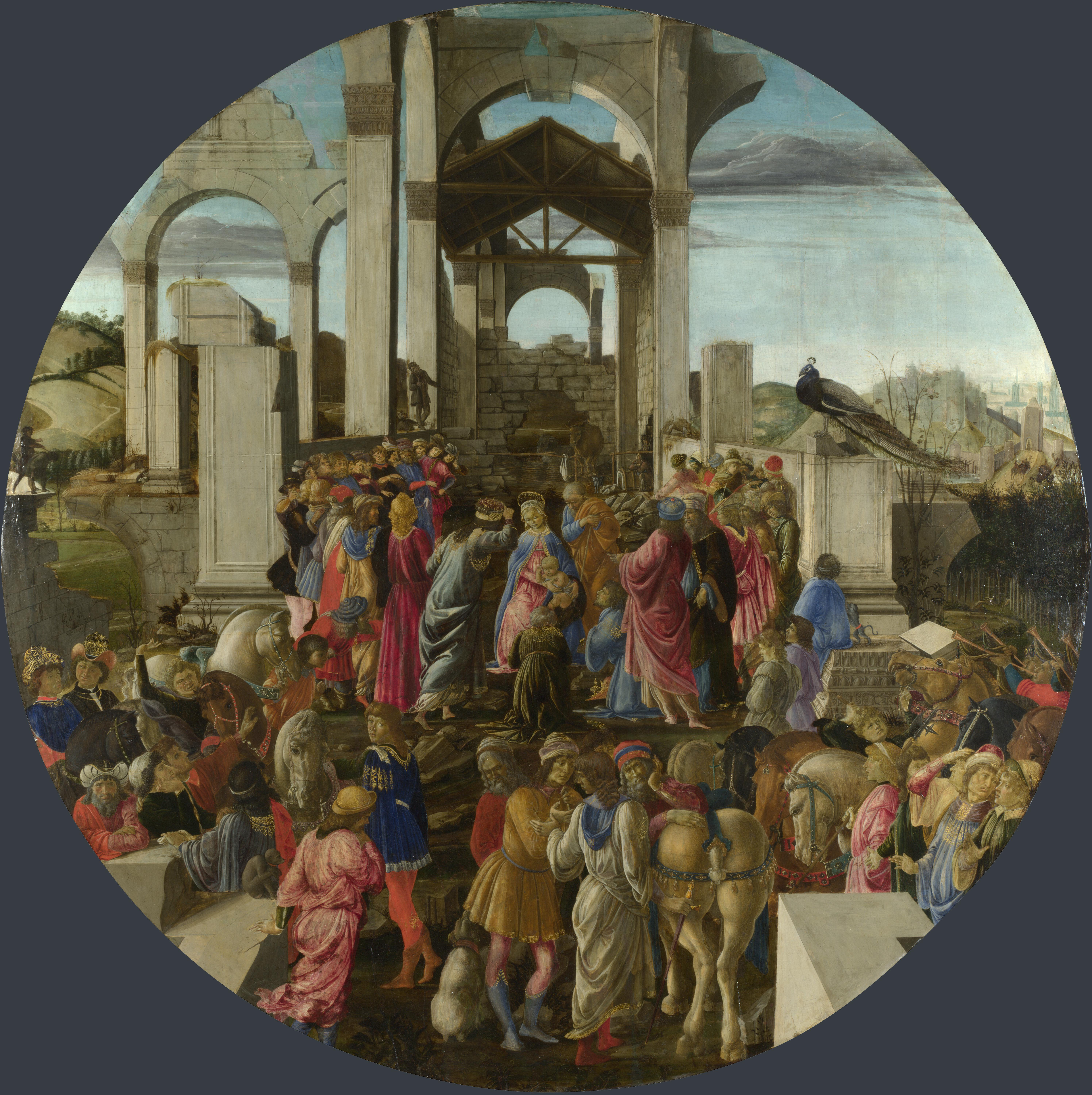
El tondo de los Reyes Magos de Botticelli en Londres.

Varios aspectos de la disposición de las figuras y la composición general probablemente se tomaron prestados de una escena de Magos de alrededor de 1370-1371 de Jacopo di Cione que entonces formaba parte de su gran retablo en la cercana iglesia (ahora destruida) de San Pier Maggiore.  El retablo ahora está disperso, pero la mayoría de los paneles, incluida la escena de los Magos, se encuentran en la National Gallery de Londres. 
Los significados más generales que se atribuyeron a los objetos de la pintura incluyen la granada que sostenía el niño Jesús, cuyas muchas semillas se consideraban que simbolizaban las almas bajo el cuidado de la iglesia. Se pensaba que la carne del pavo real resistía la descomposición, por lo que el pájaro simbolizaba la eternidad y la resurrección de Jesús. 

### Los edificios de atrás
Un gran pero "edificio pagano en ruinas" es una característica muy común de los belenes renacentistas, que a menudo actúa como el propio establo. Esto generalmente representa el fin de la era de la ley y el contrato mosaicos, reemplazados en el nacimiento de Cristo por el nuevo pacto cristiano. Pero también incluye a menudo una alusión a la leyenda de que la noche del nacimiento de Cristo se derrumbó el "Templo de la Paz" en el Foro Romano, en cumplimiento de una profecía de Apolo de que permanecería en pie hasta que una virgen diera a luz. Esto estaba en la Leyenda Dorada y otras fuentes; supuestamente contenía una estatua de Rómulo. 
En el siglo XV, el "Templo de la Paz" fue identificado erróneamente con la Basílica de Majencio, que se encuentra al lado, en realidad un edificio del 308 al 312 d. C. Aproximadamente un tercio de este edificio sobrevive hoy, siendo las tres enormes bóvedas de cañón de la nave norte las estructuras romanas más grandes que sobreviven en el Foro. También contenía una estatua colosal, la de Constantino, cuya cabeza, mano, pie y otros fragmentos se encuentran ahora en el patio del Palacio de los Conservadores en la colina Capitolina. Otras pinturas de la Natividad se basan en la arquitectura de las ruinas de la basílica, incluido el tondo de Botticelli en Londres, y el Lippi parece hacerlo también.  Los historiadores de la arquitectura señalan que la arquitectura de la basílica se inspiró en los enormes complejos de baños públicos de Roma, y posiblemente cierta conciencia de esta similitud llevó a Lippi a representar sus figuras desnudas en las ruinas como bañistas, a quienes se podría imaginar saliendo de un lugar aún funcional; bañando parte del complejo para ver a qué se debía todo ese ruido.

### Otras lecturas
- Berenson, Bernard, "Postscript 1949: The Cook Tondo Revisited", reprinted in Homeless Paintings of the Renaissance, ed. Hanna Kiel, 1965.
- Berenson, Bernard, "Fra Angelico, Fra Filippo e la cronologia", 1932 Bollettino d'Arte, XXXVI (later translated into English)
- Boskovits, Miklós, and David Alan Brown, et al. Italian Paintings of the Fifteenth Century, The Systematic Catalogue of the National Gallery of Art, Washington, D.C., 2003. Entry pp. 21–30.
- Ruda, Jeffrey. "The National Gallery Tondo of the Adoration of the Magi and the Early Style of Filippo Lippi." Studies in the History of Art vol. 7 (1975), pp. 6–39. Ruda es el único historiador del arte que piensa que Lippi comenzó la obra.

- Datos: Q3531531
- Multimedia: Adoration of the Magi tondo by Fra Angelico and Filippo Lippi / Q3531531